# Лупалов В'ячеслав Іванович
Лупалов В'ячеслав Іванович (25.11.1946)) — український оперний співак, баритон. Народний артист України (1993). Соліст Національної опери України ім. Тараса Шевченка з 1975 р.

## Партії
- Остап, Микола («Тарас Бульба», «Наталка Полтавка» М.Лисенка)
- Мазепа, Томський («Мазепа», «Пікова дама» П.Чайковського)
- Фігаро («Севільський цирульник» Дж. Россіні)
- Ріголетто, Ренато, Граф ді Луна, Маркіз ді Поза («Ріголетто», «Бал-маскарад», «Трубадур», «Дон Карлос» Дж. Верді)
- Альфіо («Сільська честь» П. Масканьї), Тоніо («Паяци» Р. Леонкавалло) та ін.

Гастролював у Німеччині, Франції, Бельгії, Нідерландах, Канаді, Швейцарії.